# Lac Vialozero
Le lac Vialozero (en russe : Вялозеро) est un lac d'eau douce situé sur la péninsule de Kola, dans l'oblast de Mourmansk au nord-ouest de la Russie.

## Géographie
Sa superficie est de 98,6 km2. Les eaux du lac s'écoulent par la Viala (affluent de rive gauche du fleuve Oumba).